# Dicranoloma angustifolium
Dicranoloma angustifolium là một loài Rêu trong họ Dicranaceae. Loài này được (Hook. & Wilson) Watts & Whitel. mô tả khoa học đầu tiên năm 1906.